# Webラジオ マリア様がみてる
『Webラジオ マリア様がみてる』（ウェブラジオ マリアさまがみてる）は、『マリア様がみてる』に関連したインターネットラジオ。アニメイトTVにて配信された。配信時期によって、後述するように2つの時期に分けられる。番組名は同一のため、本項では便宜上、それぞれを「1期」「2期」とする。
1期は、OVA『マリア様がみてる 3rdシーズン』を中心とした「マリア様がみてる2006プロジェクト」の一環として、2005年（平成17年）12月のプレ放送を経て、2006年（平成18年）3月より同年11月まで隔週で配信された。また、配信終了後も数回、特別編が配信されている。全19回+4回。
2期は、テレビアニメ『マリア様がみてる 4thシーズン』に関連し、2008年（平成20年）8月より2009年（平成21年）9月まで、月1回更新で配信された。全13回+3回。

## 概要

### 1期
- アニメイトTVで隔週木曜配信
- パーソナリティは植田佳奈（福沢祐巳役）
- 配信期間：2006年（平成18年）3月16日 - 2006年（平成18年）11月24日（全19回）
  - 2005年（平成17年）12月22日にプレ放送（全1回）が配信された。
  - 本放送終了後にも、2007年（平成19年）1月25日に新春スペシャル、2007年（平成19年）3月1日にひな祭りスペシャル、2007年（平成19年）12月21日にクリスマススペシャル2007が配信された。
  - 特にコーナーはなく、毎回リスナーからの手紙（メール）を元にゲストとフリートークを繰り広げる。パーソナリティの発言へのツッコミ的にSEが多用されている。
  - 番組の後半でラジオドラマが放送されることもある。このラジオドラマは、基本的には本編を無視した暴走シナリオが繰り広げられる。中でも「リリアン戦隊ロサキネンシス」や「魔法少女志摩子」はファンの中でも人気が高い。

### 2期
- 同じくアニメイトTVにて番組再開（月1回更新）。
- パーソナリティも同じく植田佳奈（福沢祐巳役）
- 配信期間：2008年（平成20年）8月27日 - 2009年（平成21年）9月30日（全13回）
  - 2008年（平成20年）9月14日に行われるイベント「秋のリリアン祭」に先駆けて、2008年（平成20年）9月10日に秋のリリアン祭直前スペシャルが配信された。
    - その他、本放送とは別に2008年（平成20年）12月24日にクリスマススペシャル、2009年（平成21年）1月7日に新春スペシャルが配信された。

  - 番組内容は、基本的にこれまでと同様、担当声優によるトークとラジオドラマで構成される。
  - 新コーナーとして、「薔薇の館・目安箱」（ふつおたコーナー）、「スールを目指せ」（スールになるための口説き文句コーナー）、「お姉さまに聞け！」（お悩み相談コーナー）が設けられた。
  - ラジオドラマでは、今までドラマ化されていない原作小説のエピソードや、4thシーズンにてカットされたエピソードが放送された。
    - 第10回には、再び本編を無視したオリジナルドラマも放送された。

## 備考
- 第3回（1期）『公開録音でごきげんよう』でのクイズで「志摩子が好きで祥子が嫌いな食べ物は？」と言う問題が出る。正解は銀杏のはずだが、続く解説で「志摩子は銀杏、煮豆、百合根が好きで、祥子は桜、銀杏が好き」と明らかに矛盾している。実際の祥子は桜も銀杏も嫌いである。

## ゲスト
ラジオドラマ中に登場した登場人物の声優は、ここには記載しない。

### 1期
前述のプレ放送を便宜上#0と表記するものとする。
- 池澤春菜（島津由乃役）（#0,3,6,7,16,ひな祭りスペシャル）
- 能登麻美子（藤堂志摩子役）（#0,3,7,11,16,新春スペシャル,ひな祭りスペシャル）
- 篠原恵美（水野蓉子役）（#1,8）
- 伊藤美紀（小笠原祥子役）（#1,3,5,18）
- 清水香里（二条乃梨子役）（#2,3,14,新春スペシャル）
- 佐藤利奈（武嶋蔦子役）（#4,クリスマススペシャル2007）
- 伊藤静（支倉令役）（#10,17）
- 豊口めぐみ（佐藤聖役）（#12）
- 生天目仁美（鳥居江利子役）（#13）
- 釘宮理恵（松平瞳子役）（#15）
- 斎藤千和（山口真美役）（クリスマススペシャル2007）

### 2期
- 小清水亜美（細川可南子役）（#1）
- 井上麻里奈（内藤笙子役）（#2）
- 生天目仁美（鳥居江利子役、有馬菜々役）（#3）
- 清水香里（二条乃梨子役）（#4）
- 池澤春菜（島津由乃役）（クリスマススペシャル,#11）
- 能登麻美子（藤堂志摩子役）（クリスマススペシャル,#10）
- 伊藤静（支倉令役）（新春スペシャル）
- 篠原恵美（水野蓉子役）（#5）
- 豊口めぐみ（佐藤聖役）（#5）
- 引田香織（エンディング歌唱）（#5）
- 檜山修之（柏木優役）（#6）
- 伊藤美紀（小笠原祥子役）（#7,13）
- 釘宮理恵（松平瞳子役）（#7）
- 斎藤千和（山口真美役）（#8）
- 市来光弘（福沢祐麒役）（#9）
- 杉田智和（薬師寺昌光・朋光役）（#9）
- 佐藤利奈（武嶋蔦子役）（#12）

## 放送タイトル

### 1期
- 第0回 『マリア様がみてる クリスマススペシャル』
- 第1回 『紅薔薇づくしでごきげんよう』
- 第2回 『まだ言いなれていないごきげんよう』
- 第3回 『公開録音でごきげんよう』
- 第4回 『ごきげんようですわ奥様』
- 第5回 『モノマネでごきげんよう』
- 第6回 『ロールケーキでごきげんよう』
- 第7回 『お茶会でごきげんよう』
- 第8回 『レイニーブルーでもごきげんよう』
- 第9回 『祐巳の部屋からごきげんよう』
- 第10回 『昼間っから酔っ払ってごきげんよう』
- 第11回 『志摩子はみてる…奥様たちの「ごきげんよう」を』
- 第12回 『志摩子は私のだ！ジェラスィーでごきげんよう』
- 第13回 『ボチボチでごきげんよう』
- 第14回 『修学旅行でごきげんよう』
- 第15回 『腕立てふせ500回のごきげんよう』
- 第16回 『2年生トリオでごきげんよう』
- 第17回 『酒、釣り、嫉妬、ごきげんよう』
- 第18回 『おやつに夢中でごぎげんよう』
- 第19回 『また会う日までごきげんよう』
- 新春スペシャル 『新春スペシャルで、ごきげんよう』
- ひな祭りスペシャル 『ひな祭りスペシャルで、ごきげんよう』
- クリスマススペシャル2007 『聖夜の復活で、ごきげんよう』

### 2期
- 第1回 『お久しぶりに、ごきげんよう』
- 秋のリリアン祭直前スペシャル 『スペシャルで、ごきげんよう』
- 第2回 『リリアン祭お疲れ様でしたごきげんよう』
- 第3回 『一人二役でごきげんよう』
- 第4回 『クリスマスソングでごきげんよう』
- クリスマススペシャル 『メリークリスマス！ごきげんよう！』
- 新春スペシャル 『明けましておめでとうございます！ごきげんよう！』
- 第5回 『山百合会よ永遠に……ごきげんよう』
- 第6回 『そのうち慣れる！ごきげんよう！』
- 第7回 『春ですね！ ごきげんよう！』
- 第8回 『ピンクづくしでごきげんよう』
- 第9回 『仲良く行きましょう、ごきげんよう』
- 第10回 『お誕生日おめでとう！　ごきげんよう！』
- 第11回 『2人きりでごきげんよう』
- 第12回 『夏休みにごきげんよう』
- 第13回 『ケガに気をつけてごきげんよう』

## ラジオドラマとCD収録状況
主に、Web上で放送された物をCDに収録しているが、完全に同一の音源では無く、効果音が追加、変更されている場合がある。

### 1期
DJ CD「マリア様がみてる」1に収録
- 第1回放送「小笠原邸の変」
- 第2回放送「リリアン戦隊ロサキネンシス」
- 第4回放送「こころ、つないで」
- 第5回放送「魔法少女志摩子」

DJ CD「マリア様がみてる」2に収録
- 第11回放送「当たるも八卦」
- 第12回放送「ネコの名は」
- 第13回放送「令、クマ人間になる」
- 第14回放送「続・魔法少女志摩子」

DJ CD「マリア様がみてる」3に収録
- 第16回放送「祥子、福引に挑戦」
- 第17回放送「シンデレラ、再び」
- 第19回放送「夕暮一景」
- 新春スペシャル放送「可南子、審判の日」

DJ CD「マリア様がみてる〜Winter Special 2007〜」に収録
- クリスマススペシャル2007放送「魔法少女志摩子・はじまりの日」

DJ CD「マリア様がみてる〜Winter Special 2008〜」に収録
- 第15回放送「ロザリオ由乃捕物帖」

### 2期
SPECIAL・CD「マリア様がみてる」Vol.1に収録
- 第1回放送「ショコラとポートレート（前篇）」
- 第2回放送「ショコラとポートレート（後篇）」

SPECIAL・CD「マリア様がみてる」Vol.2に収録
- 第3回放送「枯れ木に芽吹き」

SPECIAL・CD「マリア様がみてる」Vol.3に収録
- 第4回放送「羊が一匹さく越えて（前篇）」
- 新春スペシャル放送「羊が一匹さく越えて（後篇）」

SPECIAL・CD「マリア様がみてる」Vol.4に収録
- 第5回放送「フレーム オブ マインド（前篇）」
- 第6回放送「フレーム オブ マインド（後篇）」

DJ CD「マリア様がみてる〜Summer Special 2009〜」に収録
- 第10回放送「魔法少女志摩子・魔法少女の休日」
- 未放送「薔薇の館・三国志」

プレミアムCD「マリア様がみてる」Vol.1に収録
- 第8回放送「ようこそ茶話会へ」
- 第9回放送「ジョアナ」

DJ CD「マリア様がみてる〜Winter Special 2009〜」に収録
- 第12回放送「白薔薇の物思い」

プレミアムCD「マリア様がみてる」Vol.2に収録
- 第11回放送「黄薔薇パニック」
- 第13回放送「黄薔薇、真剣勝負」

## 関連CD
- DJ CD「マリア様がみてる」1（2006年8月4日発売）
- DJ CD「マリア様がみてる」2（2006年10月25日発売）
- DJ CD「マリア様がみてる」3（2007年4月25日発売）
- DJ CD「マリア様がみてる〜Winter Special 2007〜」（2008年1月25日発売）[1]
- SPECIAL・CD「マリア様がみてる」Vol.1（2008年12月25日発売）
- DJ CD「マリア様がみてる〜Winter Special 2008〜」（2009年1月28日発売）[2]
- SPECIAL・CD「マリア様がみてる」Vol.2（2009年2月25日発売）
- SPECIAL・CD「マリア様がみてる」Vol.3（2009年3月25日発売）
- SPECIAL・CD「マリア様がみてる」Vol.4（2009年5月27日発売）
- DJ CD「マリア様がみてる〜Summer Special 2009〜」（2009年8月26日発売）[3]
- プレミアムCD「マリア様がみてる」Vol.1（2009年11月26日発売）
- DJ CD「マリア様がみてる〜Winter Special 2009〜」（2010年1月27日発売）[4]
- プレミアムCD「マリア様がみてる」Vol.2（2010年2月24日発売）
- Webラジオ マリア様がみてる 特別出張版